# ليون دابو
ليون دابو (بالفرنسية: Leon Dabo)‏ (9 يوليو 1864 – 7 نوفمبر 1960) فنان مناظر طبيعية أمريكي، اشتُهر برسماته لمدينة نيويورك، وخصوصاً وادي نهر هادسن. عُرفت لوحاته بتقديمها إحساساً برحابة المكان، حيث ترك مساحات واسعة في قماشة رسمه، لم يخصص فيها إلا أصغر الأمكنة للأرض، والبحر، والغيوم. في عزّ تألّقه المهني، اعتُبر فوق الجميع في فنّه، ونال استحسان الكثير من نجوم الفن مثل جون سبارجو، بلس كارمن، بنيجامين دي كاسيريه، إيدوين ماركام، وأناتولي لو براز. كما كان أخوه سكوت دابو فناناً مرموقاً هو الآخر.

## سنواته الأولى
يحتمل أن يكون دابو، وهو أكبر إخوته (ثلاثة أولاد وخمس بنات)، قد ولد في باريس بفرنسا، ولكن بعض الوثائق المكتشفة حديثاً تُفيد بأنه ولد في سافيرنه (شمال شرق فرنسا). انتقل والده، إيجانس سكوت دابو البروفيسور في الجماليّات (الإستاطيقيا/فلسفة الجمال) والمختص بالأدب الكلاسيكي، انتقل بالعائلة إلى ديترويت، ميتشيجان في 1870، هرباً من الحرب الفرنسية البروسيّة. أضاف الوالد إلى تعليم ليون تثقيفاً باللغة اللاتينية والفرنسية والرسم. بعد وفاة الوالد في العام 1883، انتقلت العائلة إلى مدينة نيويورك، حيث وجد دابو عملاً كمصمم معماري. اضطر للعمل ليُنفق على العائلة، ولكي يركّز أخوه الأصغر سكوت على فنّه، لأن الجميع اعتبره هو الأخ الموهوب فنياً.
بعد ذلك تتلمذ دابو على يد جون لافارج، وأصبحا صديقين مقرّبين وبقيا كذلك حتى وفاة لافارج. عندما قرر دابو متابعة دراسته في باريس، كتب له لافارج رسائل توصية مكّنت دابو من لقاء بيير بوفيه دو شافان، والذي أصبح مُرشِد دابو، ومكّنته كذلك من الالتحاق بالمدرسة الوطنية العليا للفنون الزخرفية. ودرس بوقت جزئي في آكاديمية كولاروسي ومدرسة الفنون الجميلة. مع أن الانطباعية كانت تسود المشهد الفني في ذلك الحين، إلا أن دابو لم يجد هذه الحركة معبرةً عن ذوقه الخاص.
درس دابو لفترة وجيزة في آكاديمية الفنون الجميلة بميونخ، ولكن الانطباعية الألمانية الناشئة لم ترُق له، فانتقل إلى إيطاليا، حيث أمضى ثلاث سنوات. تبع ذلك بقضاء سنة في نانسي بفرنسا، ليدرس الألوان مع عالم الفيزياء إيميل لوج. أخيراً، قضى بعض الوقت في لندن حوالي العام 1886، حيث تعرف على جيمس آبوت مكنيل ويسلر، الذي كان على ما يبدو زميلاً لوالد دابو عند الفنان السويسري مارك تشارلز جابرييل جليري. ترك ويسلر تأثيراً كبيراً في أسلوب دابو. خلال إقامته في لندن، التقى دابو بميري جين «جيني» فورد، وتزوجا في العام 1889، وأنجبا طفلين: مادلين هيلين، ولدت في 1891، وليون فورد جورج، ولد في 1892. انفصل ليون وجيني في عشرينيات القرن العشرين. بعد وفاة جيني في 1945، تزوج دابو رسمياً بامرأة اتخذها «زوجة» منذ الثلاثينيات، ستيفاني أوفينتال.

## نجاحه الفنّي
عاد دابو إلى نيويورك في 1890 وبدأ مزاولة عمله كفنان لوحات جدارية، ومع بداية القرن العشرين ترك ذلك لينتقل إلى رسم لوحات المناظر الطبيعية. على مدار سنوات عدّة، تمّ تلقي لوحات دابو بالرفض من المحكّمين الفنيين في الولايات المتحدة الأمريكية، إلى أن تعرف على موهبته الرسام الفرنسي المرموق إيدمون آمان-جان، الذي شرع بعرض لوحات دابو في فرنسا، حيث حقق نجاحاً باهراً. عُرضت لوحاته في متاحف حول العالم، بما فيها متحف لوكسيمبورج، والمعرض الوطني الكندي، والمعرض الوطني بواشنطن، ومتحف الميتروبوليتان في مانهاتن، ومتحف الفنون الجميلة في بوسطن. تلقّى نقاد فنيون كبار مثل ساداكيشي هارتمان، ورويال كورتيسوز، وجيه نيلسون لورفيك، تلقّوا رسومات دابو بالثناء.
مع ازدياد نجاحات دابو، تعمّق الشعور بالغيرة لدى أخيه سكوت. والحق يقال، طالما دعم دابو أعمال أخيه، وتم عرض رسوماتهما جنباً إلى جنب. بل كانت لديه وكالة قانونية ليعمل كممثلٍ عن سكوت لدى الزبائن المحتملين في أوروبا. عندما سافر سكوت إلى باريس للدراسة في العام 1902، كتب له دابو شخصياً رسائل توصية. على كل حال، كانت الأراء في الصحافة تفضّل أعمال ليون على أعمال أخيه، كما كان الراغبون بشراء اللوحات مهتمين أكثر بلوحات دابو، لأن بيعها كان أسهل كذلك. في نهاية المطاف، عاد الأخ الأصغر لويس من أوروبا بتوكيل قانوني من سكوت للتصرف بأعماله، متهماً ليون بتقليد أسلوب سكوت، وتصغير شأنه أمام الزبائن، وتلاعبه بعوائد مبيعات أعمال سكوت. رغم وقوف أخوات العائلة في صف لويس وسكوت، فنّد ليون التهم ببساطة، ولم تلقِ جريدة النيويورك تايمز بالاً لتصريحات لويس.
منحازاً إلى المتمرّدين في عالم الفن، اشترك دابو في «المعرض المعاصر للفنون» في نادي الفنون الوطني في 1908. لاحقاً في نفس السنة عرض لوحاته مع رابطة الفنانين المتحدين، المشكّلة حديثاً من مجموعة فنانين في لندن يعرضون أعمالاً فنية غير مُحكّمة. في العام 1909 نظّم دابو وشارك في معرض فني بمدرسة راند للعلوم الاجتماعية،  وفي العام 1910 اشترك بـ «المعرض الفني للفنانين المستقلّين» الذي أقامه أعضاء في «مدرسة آشكان» الفنية. وفي نفس العام أصبح دابو قائداً لمجموعة «فنانو الباستيل»، التي كانت عبارة عن جماعة فنانين ذوي ميول راديكالية نوعاً ما. كان دابو أول الفنانين الذين عرضوا أعمالهم في «نادي ماكدوويل» في معارضهم غير المحكّمة، والتي كانت من بنات أفكار الفنان روبرت هينري. بالإضافة لكونه عضواً مؤسساً في رابطة الرسامين والنحاتين الأمريكيين، كان دابو من أوائل المنظمّين للمعرض الدولي للفن المعاصر في 1913، المعروف باسم «معرض آرموري». استضاف دابو العديد من اللقاءات الأولية في الاستوديو الخاص به، ولكنه كان في أوروبا عندما افتُتح المعرض.

## الحرب العالمية الأولى
خلال الحرب العالمية الأولى، ذهب دابو إلى فرنسا. ولكونه يُجيد أكثر من لغة، عرض خدماته على رئيس الوزراء الفرنسي جورج كليمنس. وآل به الأمر ليخدم في الجيشين الفرنسي والبريطاني تتابعاً، وتمكّن من كشف بعض الجواسيس الألمان، بسبب خبرته في اللهجات واللكنات. حتى أنه ذات مرة عمل جاسوساً خلف خطوط الألمان للحصول على معلومات. بالنسبة لأمريكا، فقد عمل دابو في لجنة تقصّي حقائق للتثبّت من الفظائع التي زُعِمَ ارتكابها في فرنسا خلال مسار الحرب، وأثبتت صحة حدوثها. كما عين نقيبا في الجيش الأمريكي وخدم كمترجم في قوات الحملة الخارجية الأمريكية،  وخدم كضابط مرافق للواء مارك إل. هيرسي في فرقة المشاة الرابعة.

## سنواته الأخيرة
بعد الحرب، انخفض إنتاجه الفني. غمره الشعور بأن الرجال الأمريكيين قد أصبحوا ماديين للغاية، ولكن النساء، بالنسبة له، كنّ بطبيعةٍ أكثر روحانية، وأنهنّ يستطعن «إنقاذ» الفنّ من اللامبالاة. وهكذا أصبح محاضراً بارزاً، متحدثاً عن الفنّ في العديد من النوادي النسائية، عادةً ما كانت تبلغ 15 نادياً في الشهر، بطول البلاد وعرضها.
في العشرينيات من القرن الماضي، درّس ورسم في مناطق الفنانين بـ «ليشتفيلد هيلز»، كونيتيكت. وابتداءً من العام 1933، راح يعرض رسوم وباستيل الأزهار، ما يعتبر تحولاً عن فن المناظر الطبيعية الذي ارتبط به. استُقبلت أعماله الجديدة بحفاوة، وذكرت جريدة نيويورك تايمز أن الأعمال تلك كانت «إسهاماً فريداً يجب اعتباره مرتبطاً بأعمال الأزهار للفنانين أوديلون ريدون وفانتان-لاتور.»
في العام 1937، عاد إلى فرنسا وأسس استوديو هناك، حيث رسم مناظر طبيعية فرنسية. وعلى وقع طبول الحرب العالمية الثانية، ساعد دابو فنانين مثل «والتر سيكيرت» و«فيرناند ليجير» على نقل أعمالهم خارج البلاد لتجنّب مصادرتها. استطاع الفرار من الاحتلال الألماني النازي لفرنسا في أواخر العام 1940 عبر السفر إلى البرتغال. بعد الحرب، عاد دابو إلى فرنسا في العام 1948 ورسم المزيد من المناظر الطبيعية، من أشهرها لوحته «مونتان سانت-فيكتوار». تمّ تلقّي هذه الأعمال بحفاوة بالغة، ودُعي دابو ليعرضها في معرض «رسامو جبل سانت فيكتوار: في ذكرى سيزان» في العام 1951. في نفس العام عاد إلى الولايات المتحدة الأمريكية للمرة الأخيرة.
توفي دابو في مانهاتن في العام 1961 عن عمر 96 عاماً. دُفن في مقبرة لونج آيلاند الوطنية. ما زالت أعماله تلقى الاهتمام والاستحسان إلى يومنا هذا. انصبّ الاهتمام تحديداً على أعماله الأخيرة التي صوّرت المناظر العامة المعاصرة وحياة الأزهار الهادئة.